# Agelasticus
Genre
Agelasticus est un genre d'oiseaux de la famille des Icteridae.

## Liste des espèces
Selon la classification de référence du Congrès ornithologique international (version 6.4, 2016) :
- Agelasticus cyanopus (Vieillot, 1819)
  - Agelasticus cyanopus atroolivaceus (zu Wied-Neuwied, 1831)
  - Agelasticus cyanopus beniensis (Parkes, 1966)
  - Agelasticus cyanopus cyanopus (Vieillot, 1819)
  - Agelasticus cyanopus xenicus (Parkes, 1966)
- Agelasticus thilius (Molina, 1782)
  - Agelasticus thilius alticola (Todd, 1932)
  - Agelasticus thilius petersii (Laubmann, 1934)
  - Agelasticus thilius thilius (Molina, 1782)
- Agelasticus xanthophthalmus (Short, 1969)